# Retrogaming

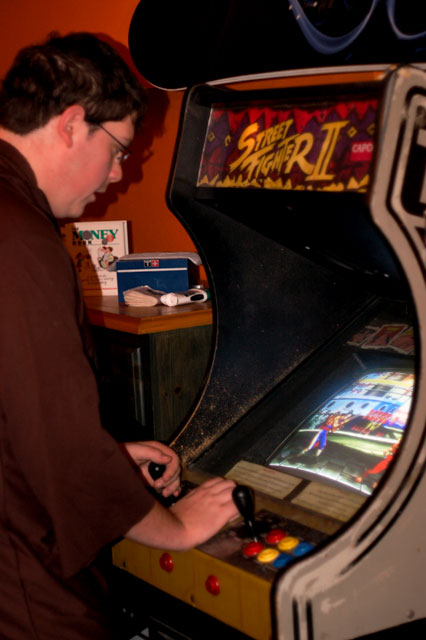
Personne jouant à une borne de Street Fighter II quinze ans après sa sortie.

Le retrogaming, parfois francisé en rétrogaming, ou rétrojeu vidéo, est l'activité qui consiste à jouer à  des jeux vidéo anciens ou à les collectionner. Il concerne les jeux sortis sur les consoles de jeu, les micro-ordinateurs, les bornes d'arcades ou les jeux dits « électroniques ».
En raison de l'histoire encore brève du jeu vidéo, le retrogaming est une activité très récente. Malgré les difficultés de définition, on désigne généralement par jeux vidéo « anciens », les jeux vidéo sortis pendant les quatre premières générations de consoles de jeux, soit depuis le début des années 1970 jusqu'au milieu des années 1990, période où les productions étaient très majoritairement en 2D.
En raison des difficultés à jouer à d'anciens jeux et du développement de l'internet grand public, la pratique des jeux anciens s'est développée sur les PC modernes via la création d'émulateurs d'anciennes plates-formes, et la diffusion de jeux abandonnés. Pour toucher le public des « joueurs nostalgiques », plusieurs éditeurs publient d'anciens jeux à succès sur des machines récentes dans des portages ou des compilations.

## Terminologie
« Retrogaming » (parfois partiellement francisé en « rétrogaming ») est un terme anglais formé du latin retro, signifiant « en arrière », « en sens contraire », et de l'anglais gaming, qui désigne la pratique des jeux (vidéo), ou games.
Le retrogaming englobe la pratique des anciens jeux vidéo mais aussi la collection et l'entretien des premières générations d'ordinateurs personnels ou familiaux, de consoles de jeux vidéo, de bornes d'arcade,,.
Les synonymes de retrogaming sont essentiellement anglophones et la presse vidéoludique parle volontiers de classic gaming (« pratique des jeux classiques », de jeux vidéo old school (« vieille école »)(« jeux de la vieille école ») ou encore de oldies (« vieux jeux »), cependant des synonymes francophones existent comme le « jeu vidéo rétro » ou le « rétrovidéoludisme »,. Par ailleurs, dans son Vocabulaire du jeu vidéo, l'Office québécois de la langue française préconise les termes « rétroludique », « rétrojeu » ou « jeu rétro », de même que « rétrojoueur » ou « joueur rétro » pour désigner la personne ayant un intérêt dans ce type de jeu (retrogamer). Pour sa part, la Commission d'enrichissement de la langue française a déposé au Journal officiel « rétrojeu vidéo » comme traduction de retrogaming. 

## Historique

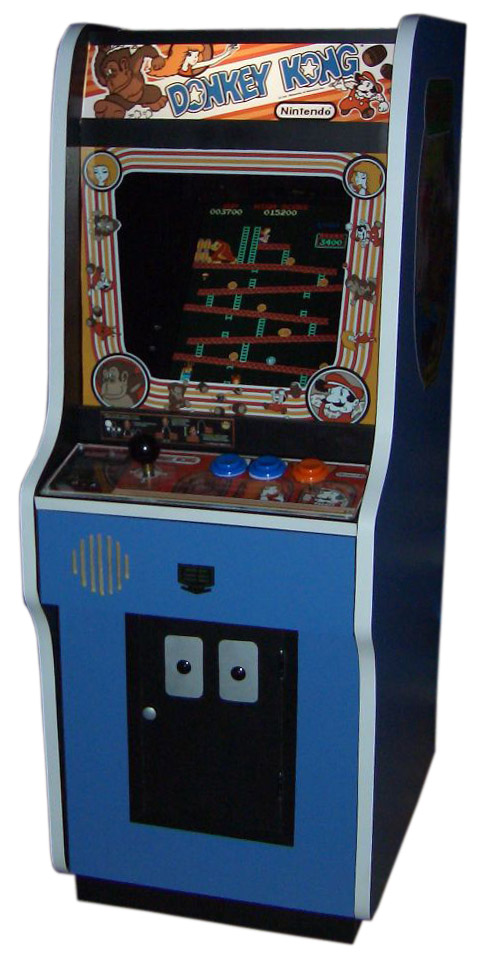
Donkey Kong, un des oldies les plus célèbres.

Les débuts du retrogaming ne sont pas datés avec précision. Pour certains auteurs, c’est dans la deuxième partie des années 1980 que les jeux vidéos connaissent une mode revival, à l’image de ce qui est alors constaté dans la production musicale. Cela donne des jeux comme Pac-Mania, développé et produit par Namco, réédition en 3D isométrique du célèbre jeu vidéo Pac-Man de Namco. Le jeu est très semblable à son aîné de huit ans mais le joueur peut désormais se sortir de situations périlleuses en sautant par-dessus les ennemis comme dans un jeu de plates-formes. La même année, Namco joue à nouveau de la nostalgie des anciens joueurs avec le jeu d'arcade Galaga '88, évoquant Space Invaders (sorti en 1978), Galaxian (1979), ou encore Galaga (1981).
Pour une autre experte, citée par le journal Le Monde, « ce phénomène correspond à l’arrivée à l’âge de la quarantaine de la génération X, née entre 1966 et 1976. Elle a vécu l’arrivée des premières consoles et des premiers PC familiaux : Nintendo, Neo Geo, Atari 520, Commodore 64, Amiga, Sega Megadrive… », et a gardé une nostalgie de cette époque des jeux vidéo.
Une des grandes ruptures dans l’histoire des jeux vidéo date de 1995, avec le succès de la PlayStation de Sony et des autres consoles de jeux vidéo de cinquième génération adoptant des jeux entièrement en 3D. Alors qu'à de rares exceptions près, les jeux vidéo demeuraient en 2D à défilement (ou scrolling) horizontal, vertical ou multidirectionnel, la puissance des processeurs 32 ou 64 bits permettent de créer des décors de jeux en 3D temps réel texturés.

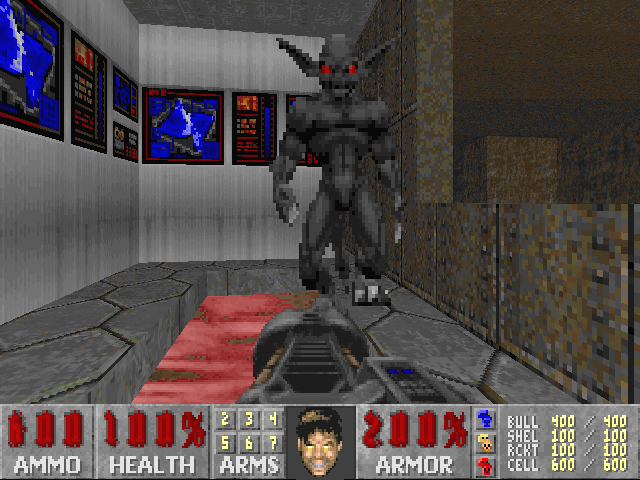
Les jeux en 3D subjective marquent une transition du retrogaming vers le modern gaming.

Les jeux sont dès lors en 3D, entrecoupés de scènes cinématiques ou de films interactifs grâce au support CD-ROM ou DVD-ROM qui permet un stockage sur plusieurs centaines de mégaoctets contre quelques-uns tout au plus pour le support cartouche.
L’engouement pour le retrogaming est constaté notamment au Japon au milieu des années 2000. Ainsi, en 2006, Nintendo, exploitant les souvenirs des joueurs autour des vingt ans de la création de Mario (le personnage créé par Shigeru Miyamoto), propose un retour aux sources de la série en sortant sur DS le premier Super Mario en 2D depuis Super Mario Land 2, sorti en 1992, baptisé New Super Mario Bros.. Le succès est au rendez-vous, et ce retour aux sources devient l'un des jeux les plus vendus de tous les temps.
En 2006 toujours, la plate-forme de téléchargement Console virtuelle de Nintendo sur Wii permet aux nostalgiques de retrouver les titres de leur enfance et aux plus jeunes joueurs de s'essayer aux jeux d'antan, grâce à un système d'émulation des consoles NES, SNES, Nintendo 64, Master System, Mega Drive, PC-Engine, Neo-Geo AES, et du micro-ordinateur Commodore 64.
En 2007, Geometry Wars: Galaxies, développé par Bizarre Creations et Kuju Entertainment, édité par Sierra Entertainment, sort sur les consoles Wii et Nintendo DS. Ce jeu est un shoot them up multidirectionnel de type manic shooter au style graphique et sonore volontairement épuré (formes géométriques, peu de couleurs, bruitages et musiques simplistes) mais au gameplay addictif. Il renoue avec la tradition du hi-score en tant que finalité du jeu. À l'origine mini-jeu intégré à Project Gotham Racing 2 en 2003, publié en version complète sous le titre Geometry Wars: Retro Evolved sur le Xbox Live Arcade en 2005 où il connaît un immense succès, adapté sur téléphone mobile, sa sortie bien accueillie sur les consoles Nintendo montre la viabilité des jeux aux concepts les plus rétro.
En 2008, SNK Playmore commercialise le premier volume de la série SNK Arcade Classics qui permet aux joueurs de retrouver les premiers grands classiques de la Neo-Geo.
La même année, Mega Man 9 est disponible sur le service de téléchargement numérique de la Wii (WiiWare), le PlayStation Store et le Xbox Live Arcade. Ce neuvième volet de la série Mega Man revient au style 8-bit des premiers épisodes sortis sur NES. Keiji Inafune, producteur et game designer de Mega Man depuis l'origine, a lui-même signé les designs de plusieurs boss, il justifie le choix des limitations graphiques et sonores au standard 8-bit par le désir de revenir aux fondamentaux de la série classique et de suivre la mode du retrogaming.
Onze ans plus tard, en 2019, Nintendo met encore des jeux rétros en vedette avec l'abonnement Nintendo Switch Online sur ses dernières consoles, la Nintendo Switch et la Nintendo Switch Lite, qui offrent des jeux gratuits de NES et de SNES, puis plus tard de Nintendo 64 et Mega Drive. Cependant, ces jeux ne sont pas aussi nombreux et la Nintendo Switch ne propose pas d'autres jeux vidéo sur ces anciennes consoles sur le Nintendo eShop, contrairement à ses prédécesseurs, la Wii et la Wii U[réf. incomplète].

## Motivations

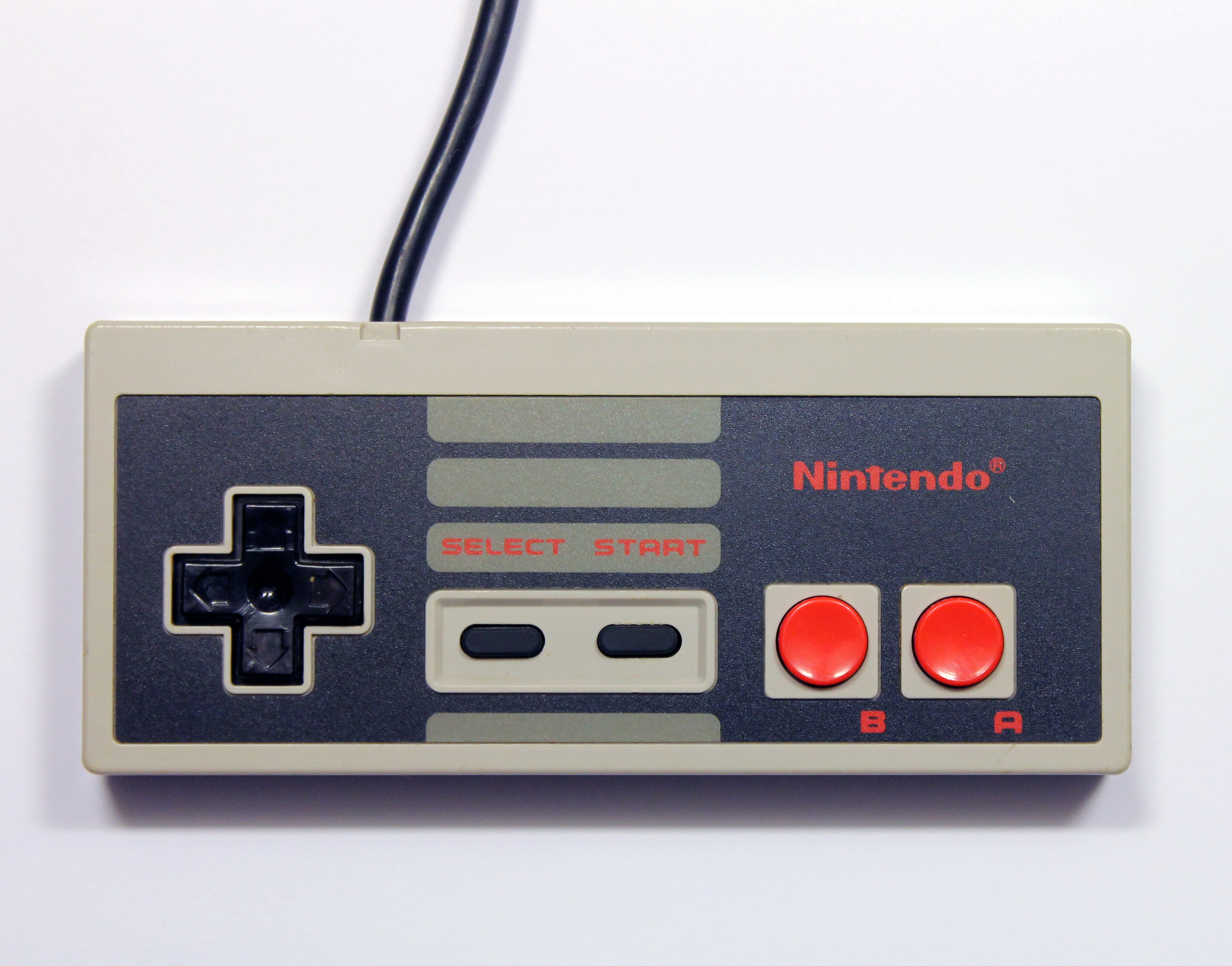
Le succès du retrogaming s'explique en partie par la jouabilité simple mais efficace des jeux de consoles 8 et 16-bit.

Le retrogaming peut s'expliquer par plusieurs facteurs. D'une part la nostalgie, qui joue un rôle important, mais il serait erroné de s'arrêter à cette seule causalité. Beaucoup de joueurs considèrent que le passage à la 3D a appauvri les jeux en termes de mécanique de jeu (gameplay). Ils considèrent aussi que cette mécanique de jeu étaient plus difficiles dans les premières générations (pas de points de sauvegarde, nombre de vies limitées, etc.). L'essentiel de l'attrait des oldies vient donc de la primauté de la jouabilité sur l'aspect esthétique.
En France, des journalistes de la presse du jeu vidéo comme Cyril Drevet ou Jean-Marc Demoly restent très attachés aux jeux rétro,,. Alain Huyghues-Lacour déclare lors d'une interview : « les super productions sont tellement chères qu'il faut bien les rentabiliser, alors les éditeurs ne prennent pas de risques, aux dépens de l'originalité car quand l'investissement est à ce point élevé, les éditeurs préfèrent jouer la sécurité ». Il se réjouit du retrogaming.
Un aspect non négligeable du retrogaming concerne la collection de consoles, de bornes d'arcade et de jeux vidéo anciens. En effet, de nombreux adeptes de jeux rétro fréquentent assidûment les brocantes, vide-greniers, marchés aux puces, boutiques de troc et sites de ventes aux enchères de particulier à particulier, afin de retrouver les machines ou les jeux manquants à leur collection, et avec eux les graphismes et la maniabilité originales que ne peut apporter parfaitement l'émulation sur des ordinateurs ou des consoles modernes.
Un gigantesque travail d'archivage de données sur les jeux vidéo a été effectué par les internautes : MobyGames catalogue les jeux de consoles et de micro-ordinateurs, tandis que le site KLOV catalogue quant à lui bornes et jeux d'arcade passés et présents. Parmi les projets francophones les plus connus, le site de l'association MO5.com a pour but la préservation du patrimoine informatique et vidéoludique. De son côté, les Éditions Pix'n Love publient de nombreux ouvrages liés au retrogaming et à la sauvegarde de l'histoire des jeux vidéo. Il existe aussi une initiative commerciale française, DotEmu qui propose de retrouver légalement un certain nombre de jeux vidéo anciens sur les plateformes modernes.
Le retrogaming est un phénomène sociologique multiforme, constituant à la fois une approche particulière des jeux vidéo, de l'art et de la culture vidéoludique, lié à l'archivage et à la collection. Sa frontière avec le modern gaming est parfois ténue dans la mesure où une part importante de jeux modernes à une représentation graphique et une jouabilité 2D rétro, old school.
Ces aspects peuvent expliquer l'attachement que peuvent avoir aujourd'hui les retrogamers pour ces jeux qui les ont tant fait rêver, sur borne d'arcade, Commodore 64, NES, Master System, Atari ST, Amiga, PC-Engine, Mega Drive, Neo-Geo AES, Super Nintendo, pour ne citer que quelques-unes de leurs machines de prédilection.

## Aspects artistiques et culturels

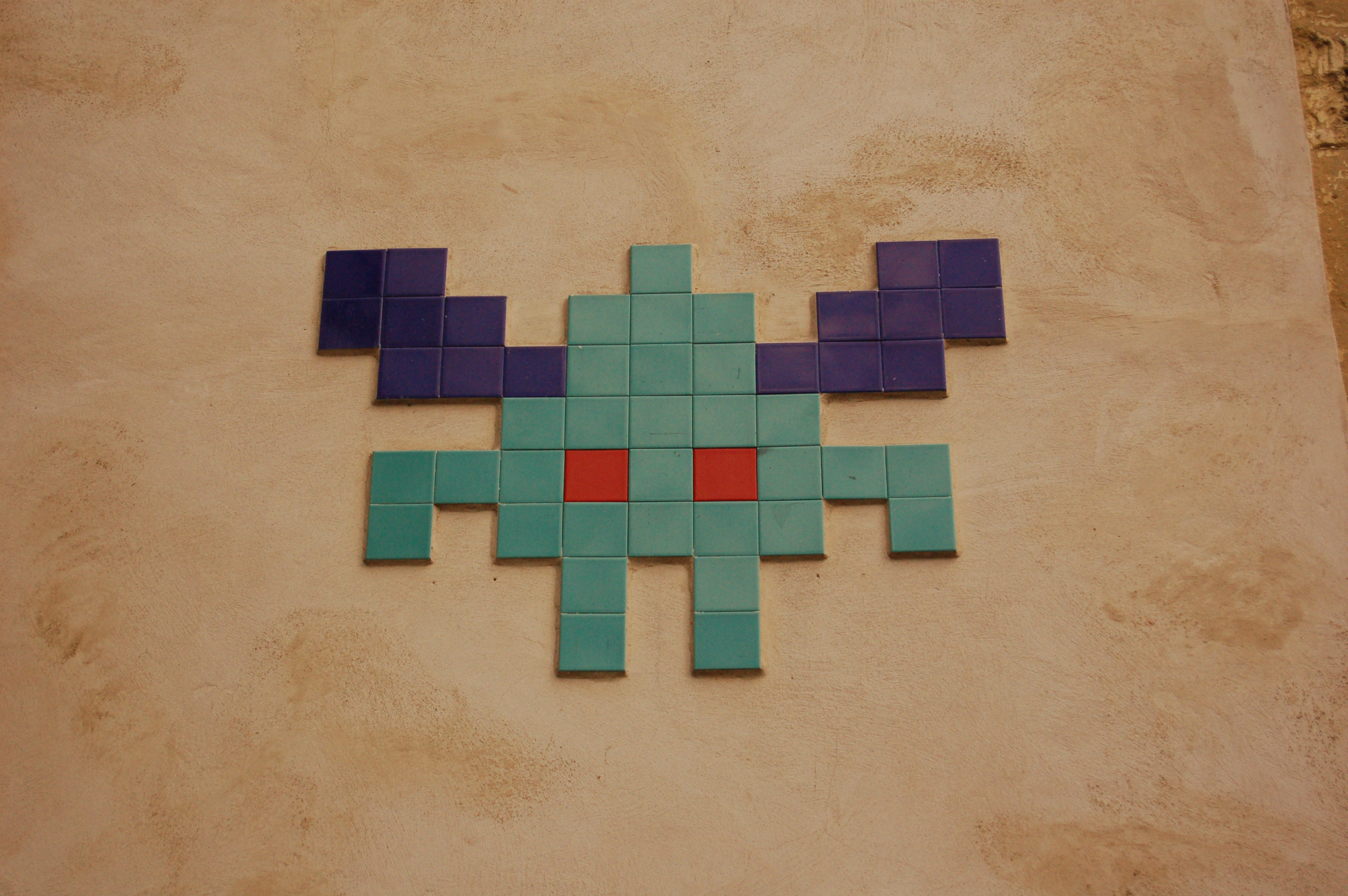
Mosaïque de l'artiste Invader à Paris, inspirée par Space Invaders.

L'aspect pixelisé des premiers jeux vidéo et de l'ère des machines 8 bits telles que la NES a inspiré de nombreux artistes plasticiens contemporains, le pixel devenant à la fois vecteur et matériau de création artistique (cf. Art ANSI). Parmi ces artistes, citons un artiste français connu sous le pseudonyme d'Invader ou Space Invader qui, depuis les années 1990, envahit les villes du monde entier avec ses mosaïques (dont les fragments sont assimilés aux pixels) en forme de Space Invaders, protagonistes du célèbre jeu éponyme, ainsi que d'autres jeux vidéo de la fin des années 1970. La forme d'art la plus proche du jeu vidéo rétro, au point de se confondre parfois avec lui, est le pixel art, qui désigne la réalisation d'une composition numérique pixel par pixel, en utilisant une résolution et un nombre limité de couleurs, comme du temps des premières consoles.
La musique des jeux vidéo old school est aussi une source d'inspiration artistique. Une communauté fondée sur Internet à la fin de l'année 1999 sous le label OverClocked ReMix a constitué une imposante base de données de musiques de jeux vidéo remixées, allant de thèmes désormais classiques tels que ceux de Super Mario Bros. ou Zelda à des thèmes plus méconnus tels que ceux d'Alisia Dragoon ou de Valis III.

## Émissions
On peut voir sur Game One l'émission Retro Game One, consacrée aux anciens jeux et présentée par Marcus.
Plus récemment, et uniquement sur internet, l'émission Joueur du Grenier, présentée par Frédéric Molas, dit « Fred », dans le rôle principal, et Sébastien Rassiat, dit « Seb », inspirée de l'émission The Angry Video Game Nerd, du même genre.
Ces deux émissions se consacrent particulièrement aux tests de jeux considérés comme mauvais (Joueur du Grenier s'intéresse également à tout ce qui concerne les dessins animés, séries télévisées, films et publicités des années 1980 et 1990, avant d'élargir cela aux années 2000 dans les épisodes plus récents). D'autres émissions moins connues se distinguent, telle que le Hard Corner de Benzaie.

## Distributions Linux
Des distributions Linux sont assemblées pour proposer des émulateurs, telles Batocera.linux, Lakka, Recalbox et RetroPie.

## Neo-retrogaming
Le neo-retrogaming est l'activité qui consiste à jouer à des jeux vidéo récents inspirés par des jeux plus anciens,,,.